# Transposon
Transposoner, mobilt genetiskt element, är en gensekvens, i en organism, som endast har som funktion att flytta omkring i genomet som den sitter i.  För förflyttning krävs då en katalysering med hjälp av co-enzymet transposas och förflyttningsprocessen kallas transposition. 
En transposon anses vara en evolutionär rest från retrovirus som av någon anledning förlorat sin förmåga att replikera sig och lämna cellen. Transposonen kan dock ha en evolutionär funktion eftersom det alltid finns en sannolikhet att en transposon integreras mitt i den kodande sekvensen för en funktionell gen. Själva transposonet har en hög mutationshastighet, då den saknar både RecA och DNA-homologi. Detta är en viktig faktor för bakteriens förmåga att exempelvis utveckla antibiotikaresistens. Att en transposon förflyttar sig är en sällsynt händelse men sker dock.
Barbara McClintock belönades med Nobelpriset 1983, för upptäckten av transposoner.